# Lister Storm LMP
La Lister Storm LMP est une voiture de type sport prototype créée par Lister.
Cette voiture a participé plusieurs fois aux 24 Heures du Mans et à des courses d'endurance entre 2003 et 2006. Une version hybride de la Lister Storm LMP a été conçue en 2005 et la remplaçante devait être basée sur un châssis de Pescarolo 01 mais le projet n'a jamais abouti.

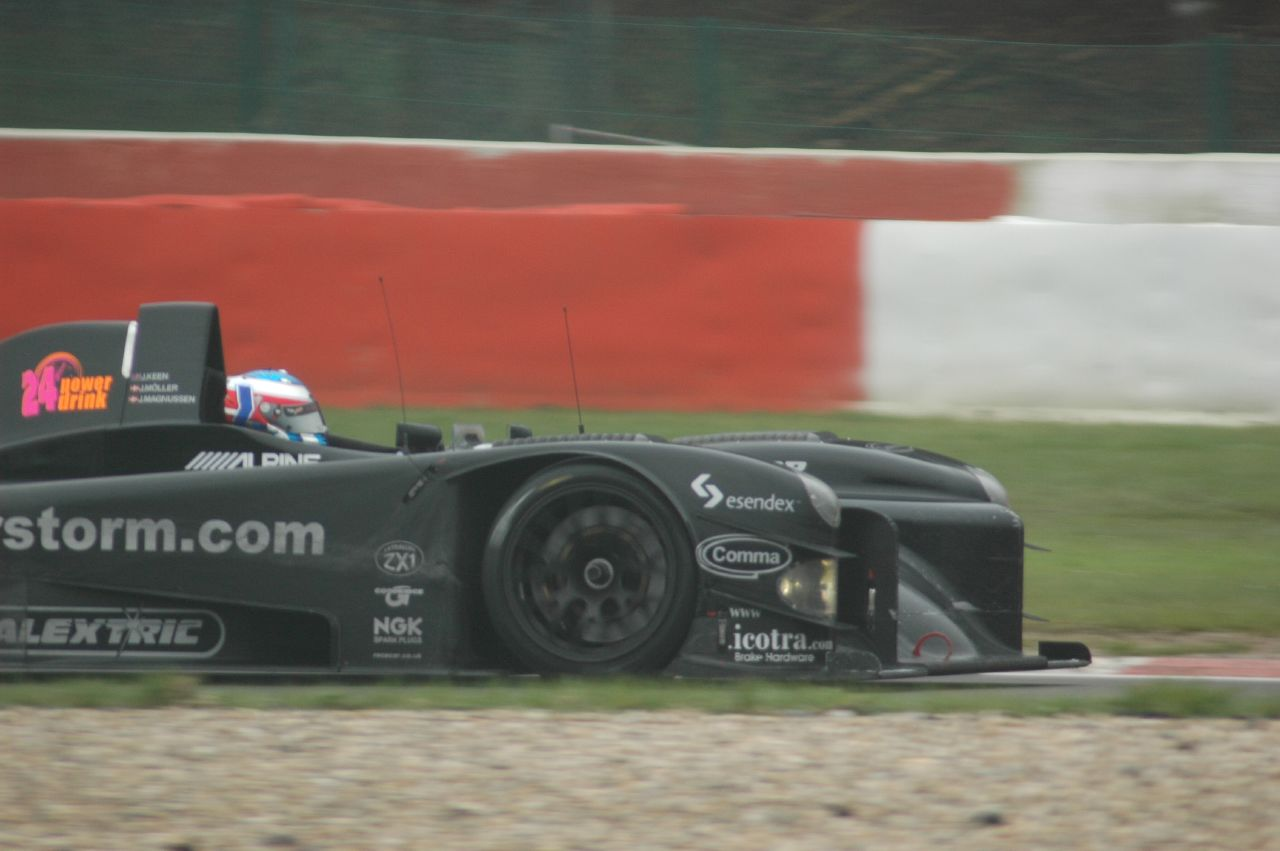
Lister Storm LMP en 2005 à Spa.